# Ángulo de Brewster

Una ilustración de la polarización de la luz que es incidente en una interfaz en el ángulo de Brewster.

En física óptica, el ángulo de polarización o ángulo de Brewster (nombrado así en honor al físico escocés sir David Brewster) corresponde al ángulo de incidencia de luz sobre una superficie que anula la componente con polarización paralela al plano de incidencia. El resultado cuando se aplica un rayo de luz no polarizada sobre una superficie bajo el ángulo de Brewster es la obtención de un rayo reflejado de luz polarizada en una dirección (cuyo vector de polarización es perpendicular al plano de incidencia).

## Ley de Brewster

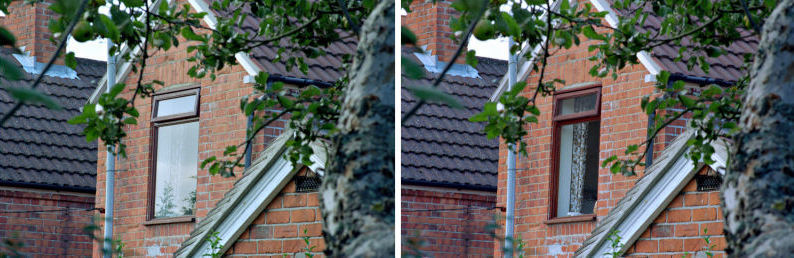
Cambio de ángulo

Cuando un haz de luz incide sobre la superficie que separa dos medios no conductores caracterizados por distintas permitividad eléctrica {\displaystyle \varepsilon } y permeabilidad magnética {\displaystyle \mu }, parte del mismo se refleja de vuelta al medio de origen, y parte se transmite al segundo medio. En 1812 Brewster observó que cuando las direcciones de los haces transmitido y reflejado formaban un ángulo de 90° (como se ve en la figura), el haz de luz reflejado resultaba polarizado linealmente. 
Dicho de otra manera: La polarización por reflexión es máxima cuando la tangente del ángulo de incidencia es igual al índice de refracción de la sustancia. La polarización es nula para la incidencia normal.

## Explicación
Al incidir un haz de luz con el ángulo de Brewster , la componente de la polarización paralela al plano de incidencia se anula en el haz reflejado. Por este motivo, el haz que vemos reflejado posee una polarización lineal, justamente en la dirección perpendicular al plano de incidencia, independientemente del tipo de polarización propia del haz incidente. Se debe notar que en el caso particular de incidir con un haz linealmente polarizado en la dirección paralela al plano de incidencia, el haz reflejado se anula en el ángulo de Brewster. En este caso, se produce una transmisión total del haz entre ambos medios.
En general, el ángulo de Brewster entre dos medios depende de las características electromagnéticas de los mismos (permitividad eléctrica y permeabilidad magnética). En el caso en que las permeabilidades magnéticas de ambos medios no varían (el caso más frecuente), el ángulo de Brewster se puede calcular a partir de los índices de refracción de ambos medios:

{\displaystyle \tan \left(\theta _{B}\right)={\frac {n_{2}}{n_{1}}}}

## Deducción
Cuando el haz que incide lo hace con el ángulo de polarización, el haz reflejado es perpendicular al haz transmitido. Por lo tanto, el ángulo de refracción {\displaystyle \theta _{2}} es el ángulo complementario al ángulo de polarización {\displaystyle \theta _{1}}: 

{\displaystyle \operatorname {sen} \left(\theta _{2}\right)=\cos \left(\theta _{1}\right)}

Utilizando la ley de Snell : 

{\displaystyle n_{1}\operatorname {sen} \left(\theta _{1}\right)=n_{2}\operatorname {sen} \left(\theta _{2}\right)}

{\displaystyle n_{1}\operatorname {sen} \left(\theta _{1}\right)=n_{2}\cos \left(\theta _{1}\right)}

{\displaystyle {\frac {\operatorname {sen} \left(\theta _{1}\right)}{\cos \left(\theta _{1}\right)}}={\frac {n_{2}}{n_{1}}}}

Utilizando la relación matemática encontrada por Brewster, el resultado es: 

{\displaystyle \tan \left(\theta _{1}\right)={\frac {n_{2}}{n_{1}}}}

Por lo tanto, la ley de Brewster permite calcular el ángulo de polarización, que se denomina, en su nombre «ángulo de Brewster»: 

{\displaystyle \tan \left(\theta _{B}\right)={\frac {n_{2}}{n_{1}}}}

que es lo mismo que:

{\displaystyle \theta _{B}=\arctan \left({\frac {n_{2}}{n_{1}}}\right)}